# Alauddin Khalji

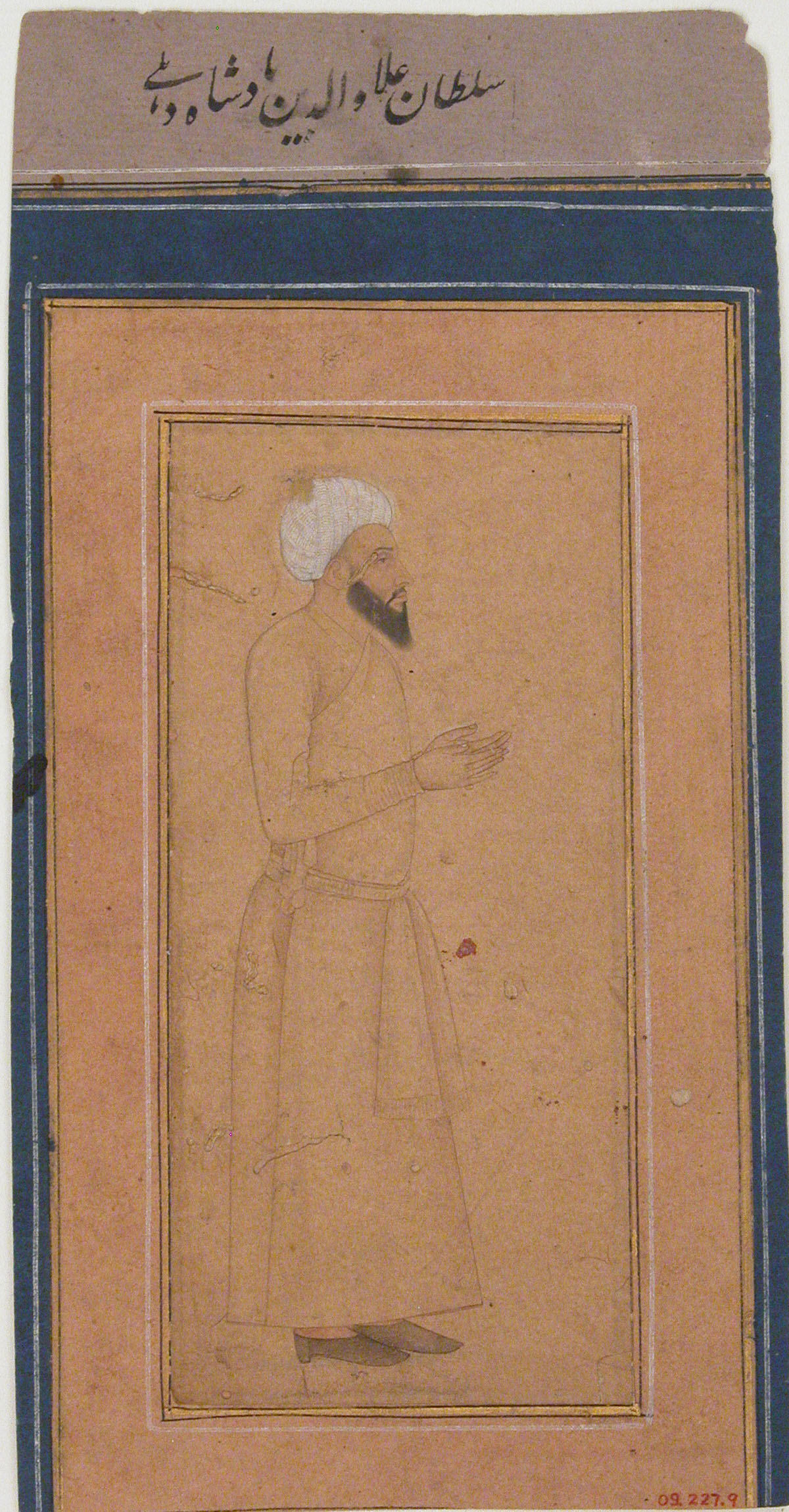
Alauddin Khalji
(17e eeuw), The Met

Alauddin Khalji (Perzisch: علاء الدین خلجی; gestorven Delhi, januari 1316) was sultan van Delhi tussen 1297 en 1316. Hij wordt beschouwd als de belangrijkste sultan uit de Khaljidynastie die het noorden van India regeerde in de 13e en 14e eeuw. Alauddin Khalji was zowel militair als bestuurlijk een bekwaam heerser. Hij hervormde het belastingstelsel en wist Mongoolse invasies in het noorden van India af te slaan.

## Levensloop
Alauddin Khalji's voorganger en oom, sultan Jalal-ud-din Firuz Khalji, had in 1290 in Delhi de Khaljidynastie gesticht. Alauddin Khalji diende onder zijn oom als gouverneur. Behendig wist hij de troepen die hem ter beschikking stonden te gebruiken om zichzelf te verrijken, door plundertochten in de Dekan te houden. Het geld gebruikte hij om de belangrijkste bevelhebbers van het sultanaat om te kopen. In 1296 of 1297 liet hij zijn oom vermoorden om zelf sultan te worden.
Vrijwel direct daarop vielen de Mongolen van het kanaat van Chagatai het noorden van India binnen, aangevoerd door Duwa Khan, een directe afstammeling van Dzjengis Khan. De Mongolen slaagden erin delen van de stad Delhi in te nemen maar in 1299 werden ze door Alauddin Khalji verslagen en verdreven. Tot de laatste Mongoolse inval in 1307 wist Alauddin Khalji de Mongolen meerdere nederlagen toe te brengen.
Nadat een Mongoolse bevelhebber een aanslag op zijn leven pleegde, ging Alauddin uit van een samenzwering. Hij liet veel Mongoolse inwoners van Delhi arresteren. Volgens sommige contemporaine bronnen zou hij 20.000 Mongoolse gevangenen hebben laten executeren.
Nadat het Mongoolse gevaar geweken was verlegde de sultan zijn aandacht naar het zuiden. Khalji en zijn vaardige minister Malik Kafur (een tot de islam bekeerde hindoe) onderwierpen radja's in Rajasthan en Gujarat. Onder andere Mewar, Devagiri (1307 en 1315), Ranthambhor en Chittorgarh werden veroverd. Daarna stootte men op rooftochten tot in het verre zuiden van India door. Er werden overwinningen tegen de Hoysala's (1311), de Kakatiya's van Warangal (1309) en de Pandya's van Madurai (1310) geboekt. De oorlogsbuit die dit opleverde was vanwege nijpende geldnood zeer welkom. Deze geldnood werd vooral veroorzaakt door het onderhoud van dure legerpaarden. Onder de buit in Warangal bevond zich de bekende diamant Koh-i-noor.

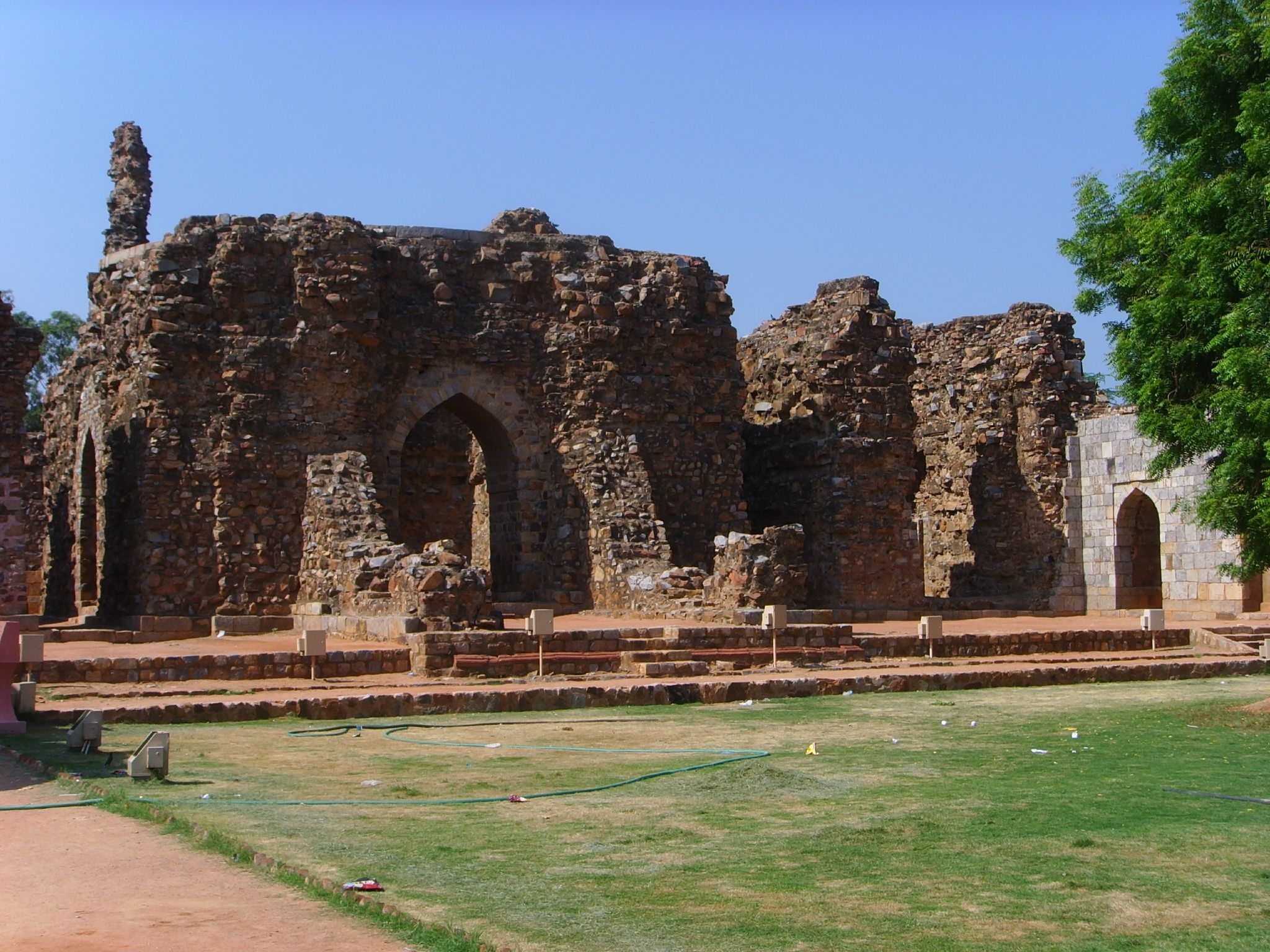
Ruïne van de tombe van Alauddin Khalji in het Qutb Minar complex (Delhi)

Ook bestuurlijk was Alauddin Khalji een capabele heerser, die door hervormingen meer geld in de schatkist wist te doen stromen. In plaats van het innen van belasting aan zijn plaatselijke vazallen over te laten liet hij de hoeveelheid graan die elk district opbracht vaststellen. Op basis hiervan stelde hij vast hoeveel belasting geïnd kon worden. Op deze manier vergrootte hij de inkomsten van het centrale gezag terwijl de lokale heersers erop achteruit gingen. Het leger werd ook hervormd: zo werden legerpaarden voortaan gebrandmerkt met een koninklijk teken en werd van elke soldaat een uiterlijke beschrijving vastgelegd.
Na de dood van Alauddin Khalji in 1316 werd hij opgevolgd door zijn minderjarige zoon Shihab-ud-din Khalji. Deze werd echter binnen korte tijd door zijn oudere broer Qutb-ud-din Khalji afgezet.